# Lo que un hombre debería saber
«Lo que un hombre debería saber» es una canción escrita e interpretada por el dúo estadounidense Ha*Ash. Se lanzó oficialmente junto a su vídeo oficial el 17 de marzo de 2022 como el sencillo principal de su sexto álbum de estudio Haashtag.
La pista fue escrita por Ashley Grace, Hanna Nicole, Alejandra Zéguer y Pablo Preciado. La pista alcanzó la primera posición de lo más escuchado en las radios nacionales de México, y alcanzó la certificación de oro en México.

## Antecedentes
Durante la promoción de su quinto álbum 30 de febrero (2017) a causa del embarazo de Hanna, el dúo no agendó más fechas para su gira 100 años contigo, esto sumado a pandemia de conoravirus. En un showcase realizado en agosto de 2020 de ese año para Citibanamex, la banda agregó que estaban en la búsqueda de productores para terminar su nuevo material.
Como anticipo de su nuevo disco, al igual que su último disco de estudio 30 de febrero (2017), Ha*Ash comenzó a revelar varias canciones como adelanto, siendo la primera «Lo que un hombre debería saber», tema que se anunció el 12 de marzo de 2022 a través de las redes sociales del dúo, y se publicó el 17 del mismo mes acompañado por su video musical y un after party en vivo en su canal de YouTube donde festejaron el lanzamiento del sencillo, y a su vez anunciaron el nombre del su nuevo álbum Haashtag.

## Composición y producción
«Lo que un hombre debería saber» fue escrita por Ashley Grace, Hanna Nicole, Alejandra Zéguer y Pablo Preciado, bajo la producción de George Noriega y la coproducción de Hanna. La mezcla fue realizada por Javier Garza, mientras que masterización por Mike Fuller. Sobre la canción Ha*Ash comentó: «Es nuestra nueva canción luego de estar dos años encerradas, es un recordatorio a los hombres de lo que necesitamos de una forma divertida. No estamos educando a nadie, simplemente son cosas que platicamos con amigas y nos dimos cuenta de que coincidimos en muchas cosas y entonces lo metimos en una canción».

## Video musical
El video musical de «Lo que un hombre debería saber» fue dirigido por Pablo Croce y se publicó el mismo día del lanzamiento del sencillo, en el clip se muestra al dúo interpretando el tema en un lugar parecido a una escuela, en donde interpretan el tema en frente a algunos hombres, mientras que en las paredes y pizarrón se señalan diversas frases de la canción. Posterior a ello en abril de 2022 se publicó un detrás de cámaras y video lírico, para continuar con su promoción.

## Créditos y personal
Créditos adaptados de las notas del álbum.

### Personal
- Ashley Grace: voz
- Hanna Nicole: voz, coproducción
- Jean Rodríguez: voces de fondo
- Pete Wallace: piano
- Camilo Velandia: guitarra, banjo
- Pablo De La Loza: bajos
- Lee Levin: batería
- Matt Calderín: batería
- George Noriega: producción, dirección, supervisor musical, programación, ingeniería de grabación
- Jean Rodríguez: producción vocal, ingeniería de grabación
- Pablo De La Loza: programación, ingeniería
- Mike Fuller: ingeniería de masterización
- Javier Garza: ingeniería de mezcla
- Camilo Velandia: ingeniería de grabación
- Lee Levin: ingeniería de grabación

## Posicionamiento en listas
| Listas (2022)                       | Mejor posición |
| ----------------------------------- | -------------- |
| Costa Rica (Monitor Latino)         | 9              |
| Estados Unidos (Latin Pop Songs)    | 16             |
| Guatemala Tocadas (Monitor Latino)  | 18             |
| México (Mexico Airplay)             | 3              |
| México (Mexico Español Airplay)     | 1              |
| México (Monitor Latino)             | 1              |
| México Top tocadas (Monitor Latino) | 3              |

| Listas (2022)                       | Mejor posición |
| ----------------------------------- | -------------- |
| Costa Rica (Monitor Latino)         | 57             |
| México (Monitor Latino)             | 25             |
| México Top tocadas (Monitor Latino) | 44             |

## Certificaciones
| País (organismo certificador) | Certificación | Unidades certificadas |
| ----------------------------- | ------------- | --------------------- |
| México (AMPROFON)             | Oro           | 70 000                |